# 六氟磷酸镁
六氟磷酸镁是一种无机化合物，化学式为Mg(PF6)2。

## 制备
六氟磷酸镁可由六氟磷酸银和氯化镁反应得到，或由六氟磷酸亚硝酰（NOPF6）和金属镁反应得到。而镁作阳极的电化学反应则会让PF6−离子分解，生成MgF2钝化膜。